# 石原誠二
石原 誠二（いしはら せいじ、1959年2月5日 - ）は、日本の検察官、公証人。札幌高等検察庁刑事部長や、釧路地方検察庁検事正、松山地方検察庁検事正を務めた。

## 来歴・人物
島根県出身。神奈川大学法学部卒業後、愛媛県で司法修習を受けた。1987年検察官任官。さいたま地方検察庁特別刑事部長を経て、2010年から福岡高等検察庁公安部長を務め、尖閣諸島中国漁船衝突映像流出事件の主任検事を務めるなどした。2013年札幌高等検察庁刑事部長。2014年名古屋地方検察庁岡崎支部長。2015年釧路地方検察庁検事正。2016年から松山地方検察庁検事正を務め、若手検事の育成などにあたった。2017年関内大通り公証役場公証人。